# ميلكير جونسون
ميلكير جونسون (بالسويدية: Melker Jonsson)‏ هو لاعب كرة قدم سويدي، ولد في 10 سبتمبر 2002 في ستوكهولم في السويد. لعب مع نادي يورغوردينس.

## وصلات خارجية
- ميلكير جونسون على موقع اتحاد السويد (السويدية)
- ميلكير جونسون على موقع قاعدة بيانات كرة القدم.إي يو (الإنجليزية)
- ميلكير جونسون على موقع Soccerway.com (الإنجليزية)
- ميلكير جونسون على موقع عالم كرة القدم.نت (الإنجليزية)